# 何塞·索萨
何塞·埃內斯托·索薩（西班牙語：José Ernesto Sosa，1985年6月19日—）是一名阿根廷職業足球員，司職中場，現效力於土超球隊費倫巴治。

## 生平

### 球會
索薩從2002年至2007年效力學生隊。他幫助拉普拉塔贏得至1983年以來首個阿根廷聯賽錦標，在2006年的春季聯賽賽附加賽對小保加的賽事，他以一個「世界波」罰球為球會披平1-1，最終以2-1獲勝取得聯賽錦標。
比賽完結後，他的領隊推介索薩給拉素，而報章亦揭示有多家歐洲球會對索薩有興趣。於2007年2月24日，拜仁正式向拉普拉塔叫價，4日後轉會成功，以600萬歐羅加10巴仙的未來轉會所得的轉會費。索薩的合約總值450萬歐羅，為期4年。在合約簽訂後，索薩則留在拉普拉塔，直至2007的阿根廷秋季聯賽完結，才正式離隊，加盟拜仁慕尼黑。
索萨在拜仁的第一个赛季并没有很快得到认可，出场机会不多且表现平平。值得称道的表现只有在2007-2008赛季欧洲联盟杯四分之一决赛第二回合客场对阵西甲赫塔费队的比赛中，索萨在加时赛最后时刻助攻托尼将场上比分扳成3:3，并且帮助拜仁以客场进球多的优势晋级。而他加盟拜仁后的第一个进球直到2008-2009赛季德甲联赛第25轮拜仁对阵卡尔斯鲁厄的比赛中才迟迟到来。这场比赛中索萨接里贝里的助攻打入全场唯一入球帮助球队获胜。

### 國家隊
索薩於2003年世青盃入選阿根廷U-20國家隊。阿根廷教練（Alfio Basile）於2007年2月28日徵召索薩進入國家隊。索薩對報館說「不會忘記的星期二」，就是在當天達到了他的夢想（加入歐洲豪門和進入國家隊）。
2005年3月9日他在對墨西哥的友誼賽中首次為國上陣，於86分鐘後備入替上場，而第二次就是於2007年4月18日正選上陣對智利。

## 榮譽
拉普拉塔
- 阿根廷足球甲级联赛冠軍：2006年春季；

拜仁慕尼黑
- 德國聯賽盃：2007年；
- 德國盃：2008年；
- 德甲冠軍：2008年；
- 德國超級盃冠軍：2010年

馬德里競技
- 西甲冠軍: 2014年